# Pfronten
Pfronten település Németországban, azon belül Bajorországban. Lakosainak száma 8449 fő (2023. december 31.). Pfronten Vils, Jungholz és Füssen községekkel határos.

## Népesség
A település népessége az elmúlt években az alábbi módon változott:
| Lakosok száma | 6553 | 6749 | 7058 | 8129 | 8150 | 8221 | 8206 | 8267 | 8341 | 8449 |
|               | 1950 | 1975 | 1987 | 2012 | 2013 | 2015 | 2016 | 2019 | 2021 | 2023 |